# Замошшя (Довгиновська сільрада)
Замошшя (біл. вёска Замошша) — село в складі Вілейського району Мінської області, Білорусь. Село підпорядковане Довгиновській сільській раді, розташоване в північній частині області.

## Історія
У 1921–1945 роках застінок знаходилось у Польщі, у Вільнюській воєводстві, Вілейського повіту, гміні Довгиново.

## Населення
- 1921 рік - 41 люди, 8 будинки[1].
- 1931 рік - 47 люди, 10 будинки[2].